# Dinamarca en los Juegos Olímpicos de Melbourne 1956
Dinamarca estuvo representada en los Juegos Olímpicos de Melbourne 1956 por un total de 37 deportistas que compitieron en 11 deportes.  
El portador de la bandera en la ceremonia de apertura fue el tirador Ole Hviid Jensen.

## Medallistas
El equipo olímpico danés obtuvo las siguientes medallas:
| Nombre                                          | Deporte    | Competición |
| ----------------------------------------------- | ---------- | ----------- |
| Oro                                             |            |             |
| Paul Elvstrøm                                   | Vela       | Finn M      |
| Plata                                           |            |             |
| Lis Hartel (Jubilee)                            | Hípica     | Doma ind.   |
| Ole Berntsen Christian von Bülow Cyril Andresen | Vela       | Dragon M    |
| Bronce                                          |            |             |
| Tove Søby                                       | Piragüismo | K1 500 m F  |